# اووه یونزون
اووه یونزون (به آلمانی: Uwe Johnson‏؛ تلفظ آلمانی: [ˈu:və ˈjo:nzɔn]‏؛ ۲۰ ژوئیهٔ ۱۹۳۴ – ۲۲ فوریهٔ ۱۹۸۴) نویسنده و ویراستار اهل آلمان بود. وی برندهٔ جوایزی همچون جایزه گئورگ بوشنر شده‌است.